# NGC 2604B
NGC 2604B is een spiraalvormig sterrenstelsel in het sterrenbeeld Kreeft. Het hemelobject werd op 12 maart 1785 ontdekt door de Duits-Britse astronoom William Herschel.

## Synoniemen
- MCG 5-20-23
- ZWG 149.49
- KUG 0830+296
- PGC 24004